# Sagàs (kommun)
Sagàs är en kommun i Spanien.   Den ligger i provinsen Província de Barcelona och regionen Katalonien, i den östra delen av landet, 500 km öster om huvudstaden Madrid. Antalet invånare är 144. Arean är 45 kvadratkilometer. Sagàs gränsar till La Quar, Lluçà, Santa Maria de Merlès, Puig-reig och Olvan. 
Terrängen i Sagàs är kuperad österut, men västerut är den platt.